# رون شيبرد
رون شيبرد (بالإنجليزية: Ron Shepherd)‏ هو لاعب كرة قاعدة أمريكي، ولد في 27 أكتوبر 1960 في لونغفيو في الولايات المتحدة.

## وصلات خارجية
- رون شيبرد على موقعبيزبول رفرنس.كوم (الدوري الرئيسي) (الإنجليزية)
- رون شيبرد على موقعبيزبول رفرنس.كوم (الدوري الثانوي) (الإنجليزية)